# Torregrossa
Torregrossa (em catalão e oficialmente) ou Torregrosa (em castelhano) é um município da Espanha na comarca de Pla d'Urgell, província de Lérida, comunidade autónoma da Catalunha. Tem 40,5 km² de área e em 2021 tinha 2 157 habitantes (densidade: 53,3 hab./km²).

## Demografia
| Variação demográfica do município entre 1991 e 2004[carece de fontes?] | Variação demográfica do município entre 1991 e 2004[carece de fontes?] | Variação demográfica do município entre 1991 e 2004[carece de fontes?] | Variação demográfica do município entre 1991 e 2004[carece de fontes?] |
| ---------------------------------------------------------------------- | ---------------------------------------------------------------------- | ---------------------------------------------------------------------- | ---------------------------------------------------------------------- |
| 1991                                                                   | 1996                                                                   | 2001                                                                   | 2004                                                                   |
| 2200                                                                   | 2239                                                                   | 2161                                                                   | 2285                                                                   |